# 3539 Weimar
3539 Weimar eller 1967 GF1 är en asteroid i huvudbältet som upptäcktes den 11 april 1967 av den tyske astronomen Freimut Börngen vid Tautenburg-observatoriet. Den har fått sitt namn efter den tyska staden Weimar.
Asteroiden har en diameter på ungefär 7 kilometer och den tillhör asteroidgruppen Eunomia.